# یوسف‌آباد خالصه
یوسف‌آباد خالصه، روستایی از توابع بخش جوادآباد شهرستان ورامین در استان تهران ایران است.

## جمعیت
این روستا در دهستان بهنام وسط جنوبی قرار دارد و براساس سرشماری مرکز آمار ایران در سال ۱۳۸۵، جمعیت آن ۳۶ نفر (۱۰خانوار) بوده‌است.باغ طالبی از جاذبه های این روستا می باشد که درختهای انار، انجیر و انگور جلوه خاصی به این باغ داده است. ابن باع توسط مهندس طالبی در سال 1398 آباد شد.